# Risemedet
Der Risemedet (norwegisch für Große Landmarke) ist ein 2705 m hoher Berg im ostantarktischen Königin-Maud-Land. Er markiert das östliche Ende Gjelsvikfjella.
Norwegische Kartografen, welche den Berg auch benannten, nahmen anhand von Luftaufnahmen und Vermessungen der Dritten Norwegischen Antarktisexpedition (1956–1960) eine Kartierung vor.